# Aneta Dalbiak
Aneta Katarzyna Dalbiak (ur. 28 lutego 1978 w Łodzi) – polska polonistka, menadżerka kultury i muzealniczka. Od 2016 dyrektorka Centralnego Muzeum Włókiennictwa w Łodzi.

## Życiorys
Absolwentka historii sztuki nowoczesnej w Instytucie Sztuki PAN, filologii polskiej na Uniwersytecie Łódzkim, dziennikarstwa na Uniwersytecie Warszawskim i Podyplomowego Studium Fundusze Unii Europejskiej na Wydziale Prawa Uniwersytetu Łódzkiego. Pracowała jako trenerka w zakresie pozyskiwania środków na działalność kulturalną w Narodowym Centrum Kultury i jako ekspertka w Ministerstwie Kultury i Dziedzictwa Narodowego. Jest realizatorką i pomysłodawczynią licznych projektów kulturalnych. Od 2006 była związana z Muzeum Sztuki w Łodzi, gdzie pełniła funkcję kierowniczki Działu Promocji i Marketingu, a także głównej specjalistki w zakresie realizacji projektów kulturalnych. W 2016 roku w drodze konkursu została powołana przez prezydent Łodzi Hannę Zdanowską na stanowisko dyrektorki Centralnego Muzeum Włókiennictwa w Łodzi, które pełni do dziś.
Przewodnicząca Rady Muzeum Miasta Łodzi oraz Rady Programowej 16, 17 i 18 edycji Międzynarodowego Triennale Tkaniny, członkini Rady Biznesu przy Wydziale Technologii Materiałowych i Wzornictwa Tekstyliów Politechniki Łódzkiej, Rady Programowej Kongresu Regeneracja Miast, Rady Programowej magazynu artystyczno-naukowego „Powidoki” wydawanego przez Akademię Sztuk Pięknych w Łodzi oraz międzynarodowych i krajowych organizacji muzealniczych, jak: ICOM National Committee Poland czy Stowarzyszenie Muzealników Polskich. Od kwietnia 2024 roku także członkini Rady ds. Muzeów i Miejsc Pamięci Narodowej powołana przez Ministra Kultury i Dziedzictwa Narodowego na 3-letnią kadencję.
Związana jest także z Łódzkim Towarzystwem Zachęty Sztuk Pięknych.

## Odznaczenia
- Odznaka honorowa „Zasłużony dla Kultury Polskiej” (2015)
- Honorowy Medal 600-lecia Miasta Łodzi „za działania na rzecz rozwoju Łodzi przyznawane z okazji 600-lecia Miasta”[10].
- Odznaka „Za zasługi dla Miasta Łodzi” (2023)[11]